# Верхняя поперечная связка лопатки
Верхняя поперечная связка лопатки (поперечная или надлопаточнаяя связка) — одна из связок плечевого пояса, которая превращает надлопаточную выемку в канал/отверстие.
Представляет собой тонкое и плоское сухожилие, более узкое в середине, чем в окончаниях, прикрепленное одним концом к основанию коракоидного отростка, а другим - к медиальному концу лопаточной выемки.
Через отверстие проходит надлопаточный нерв; связку пересекают поперечные лопаточные сосуды.
Связка может подвергаться оссификации и поражать нижележащий надлопаточный нерв. Это может привести к параличу как надостных, так и подостных мышц.